# 尋龍劍俠賴布衣
《尋龍劍俠賴布衣》（英語：Swordsman Lai Bo Yee）是香港電視廣播有限公司製作的古裝武俠電視劇，全劇共20集，監製蕭顯輝，主演譚耀文、何寶生、梁小冰、李美鳳，於1994年3月海外發行，1995年10月12日在翡翠台播出。

## 演員表
- 譚耀文 飾 賴布衣
- 梁小冰 飾 方青梅
- 何寶生 飾 付天華
- 李美鳳 飾 趙蓉
- 林其欣 飾 完顔鳳
- 白彪 飾 秦檜
- 李龍基 飾 趙构
- 黎漢持 飾 賴澄山
- 馮素波 飾 賴母
- 劉家輝 飾 岳飛
- 胡越山 飾 楊再興
- 俞明 飾 回梦老人
- 林尚武 飾 完顔阿骨打
- 關菁 飾 方榮
- 馬海倫 飾 王氏
- 陳狄克 飾 九絕法王
- 蔣文端 飾 小玉
- 譚一清 飾 宗澤
- 何浩源 飾 王俊
- 余慕蓮 飾 哑婆婆
- 李耀景 飾 可達
- 李海生 飾 趙真人
- 陳鋭 飾 阿敏